# Marcenat, Cantal

Marcenat este o comună în departamentul Cantal, Franța. În 1 ianuarie 2022 avea o populație de 510 de locuitori.